# Fläcknycklar
Fläcknycklar[källa behövs] (Dactylorhiza maculata) är det gemensamma artnamnet för två orkidéer, Jungfru Marie nycklar och skogsnycklar som tidigare ibland delats upp i två separata arter men som numera räknas som underarter. Tidigare var det korrekta svenska namnet för den sammanslagna arten Jungfru Marie nycklar men eftersom en art inte kan ha samma namn som dess underart flyttades detta namn till underartsnivå och det nybildade namnet fläcknycklar infördes.
Arten är fridlyst i Sverige, precis som alla vilt förekommande orkidéer. Se lista över fridlysta växter i Sverige.

## Utseende
Växten blir mellan 20 och 50 cm hög och har ett antal rosettblad samt ett fåtal mindre stjälkblad. Blommorna kan ha skiftande nyanser från ljusrosa till mörkrosa och är samlade i ett ganska tätt ax. Bladen har typiska mörkbruna runda fläckar på ovansidan medan undersidan är ofläckad och har tydligt mer blågrön nyans än ovansidan.

## Etymologi
Det vetenskapliga artnamnet "maculata" är latin för fläckad och syftar på bladens fläckighet.

## Underarter
Denna orkidé är precis som flera av sina släktingar i handnyckelsläktet Dactylorhiza mycket variabel och ett stort antal underarter från hela dess utbredningsområde i Europa och nordvästra Asien finns upptagna i litteraturen. Med undantag för skogsnycklar ssp. fuchsii och Jungfru Marie nycklar ssp. maculata är de flesta dock bristfälligt beskrivna och har en diskutabel status som äkta underarter.

### Jungfru Marie nycklar
ssp. maculata
 
Den klart vanligaste underarten och i stora delar av Sverige den kanske vanligaste orkidén. Blomaxet är ganska kort cylindriskt till något pyramidformat och blommorna ofta ganska bleka, ibland nästan vita. Blommornas form är ganska variabel men oftast är de småprickiga och har en rundad underläpp med endast små grunda flikar. Växer på ganska mager och kalkfattig mark. Granskogar, skogskärr, myrkanter, betesmarker, diken och vägrenar är några typiska växtplatser.
Jungfru Marie nycklar är tetraploid vilket innebär att den har en fyrdubbel kromosomuppsättning.
Namnet Jungfru Marie nycklar har lokalt även använts för gullviva.
Jungfru Marie nycklar har ett mycket stort utbredningsområde. Den återfinns i nästan hela Europa, delar av Asien och i norra Afrika. I Asien hittas arter bland annat i Ryssland och Kazakstan. I Afrika hittas den i Marocko och Algeriet.

### Skogsnycklar
En ofta högväxt underart som har ett till en början pyramidformat och senare ganska utdraget blomax. Blommorna är blekrosa med en mörkare mönstring och en tydligt treflikig underläpp. De nedre rosettbladen är ofta lite större med en bred rundad bladspets. Växer till skillnad från Jungfru Marie nycklar alltid på kalkrik mark och är därför sällsyntare än denna. Lundar, örtrika granskogar och kalkrika gräsmarker är några typiska växtmiljöer. I Sverige är den vanligast i södra landets kusttrakter men den finns även sällsynt upp till mellersta Norrland.
Skogsnycklar är diploid och har därmed bara hälften så många kromosomer som Jungfru Marie nycklar.

## Bildgalleri

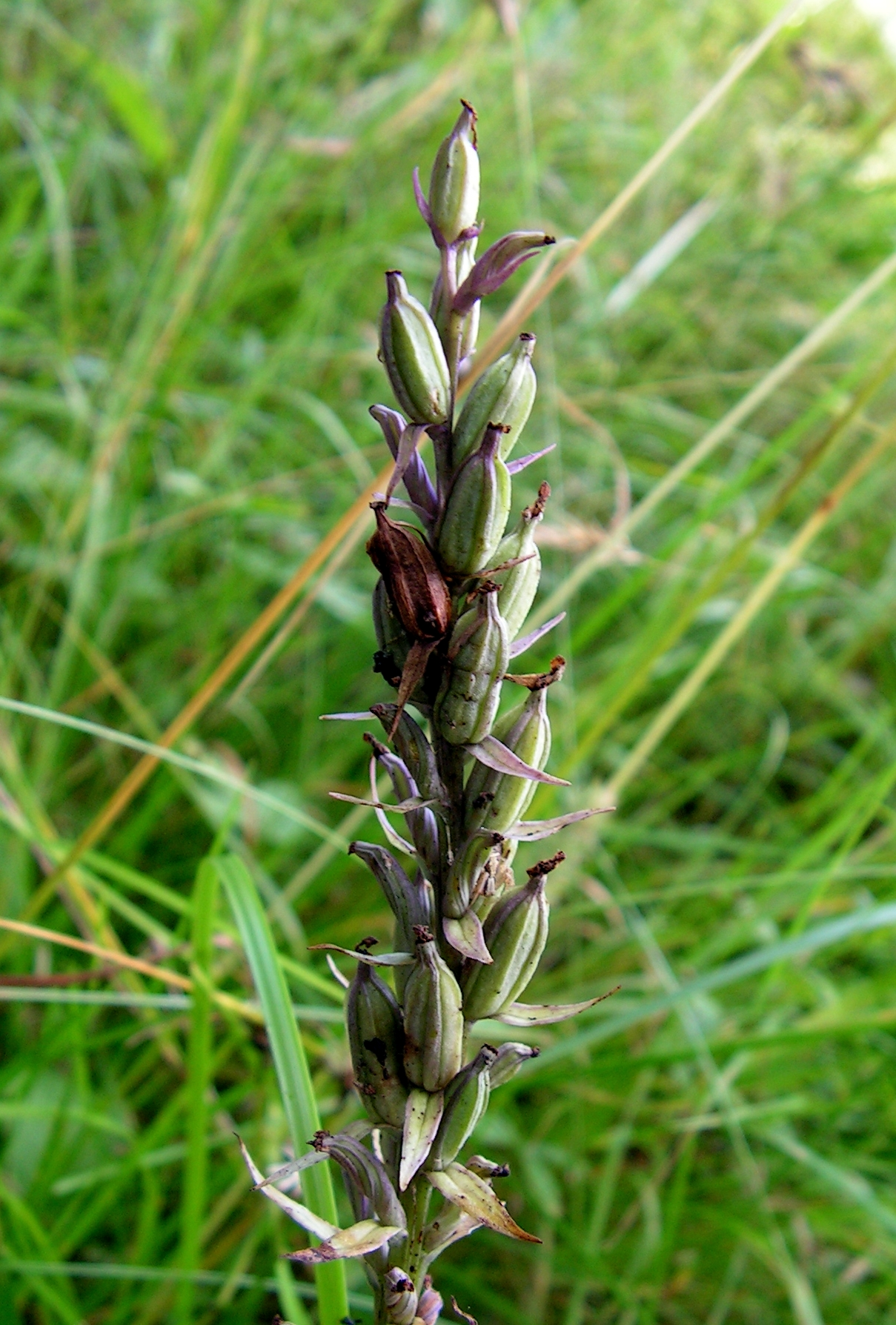
Fruktställning
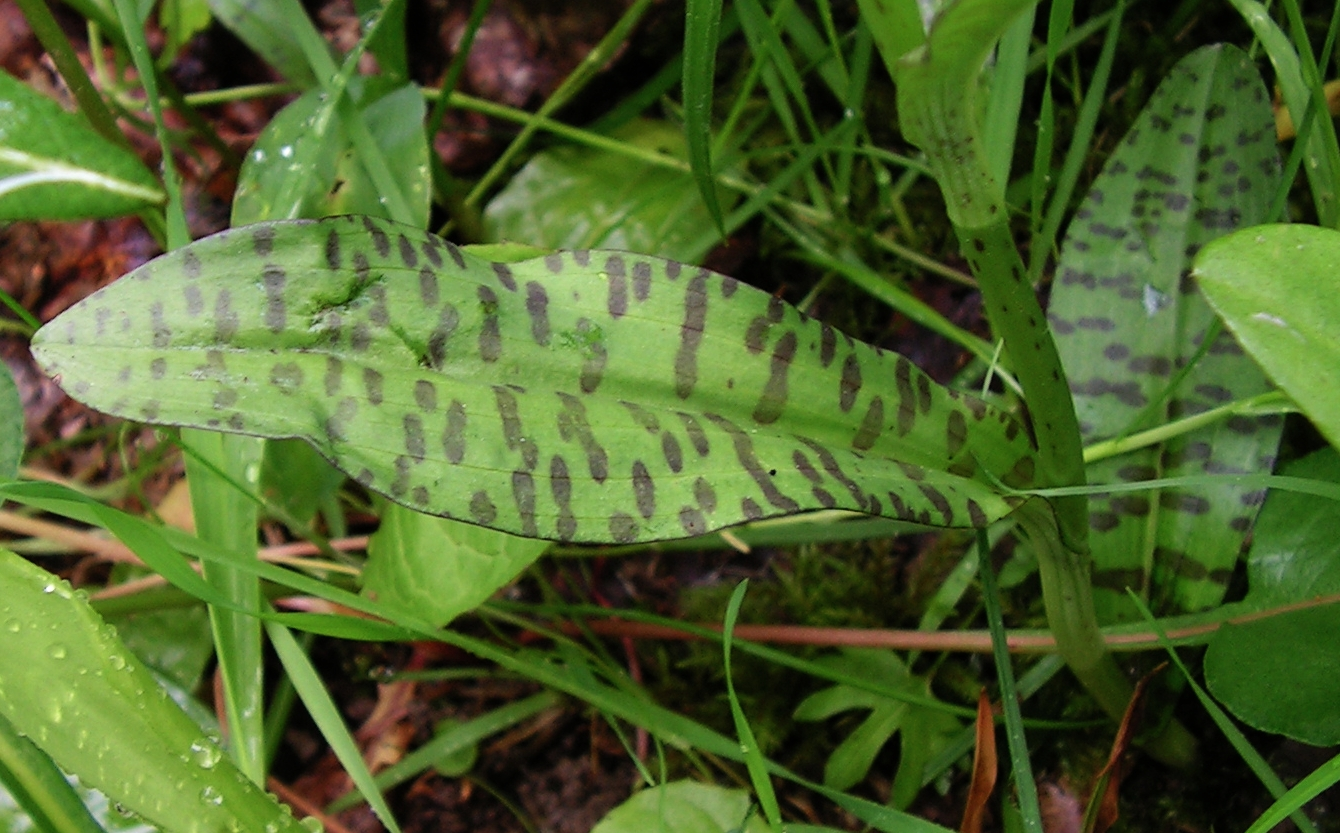
Blad med de typiska fläckarna
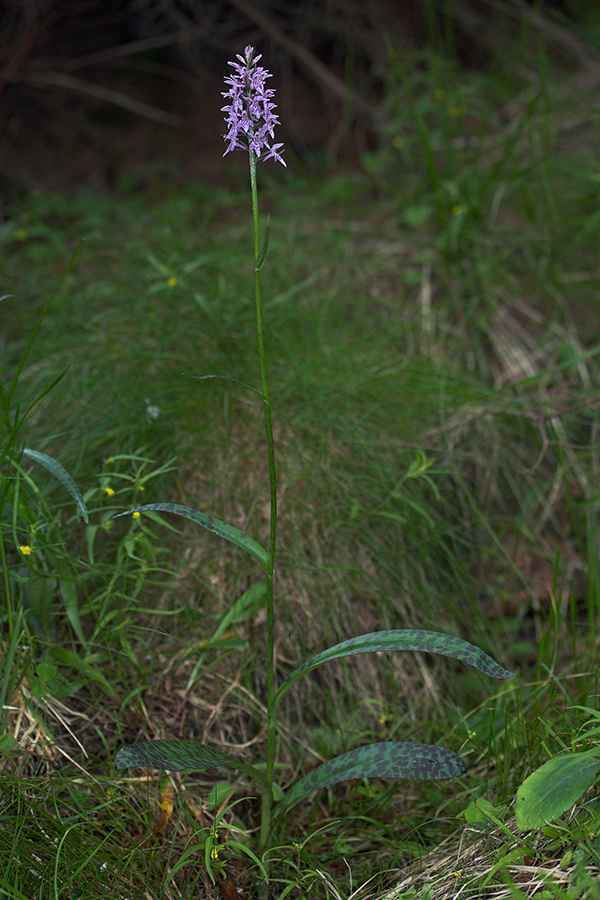
Skogsnycklar ssp. fuchsii